# Kalmar HC
Le Kalmar HC est un club de hockey sur glace de Kalmar en Suède. Il évolue en Hockeyettan, troisième échelon suédois.

## Historique
Le club est créé en .

## Palmarès
- Aucun titre.